# Río Debet
El río Debet o Debed (en armenio: Դեբեդ) o Debeda (en georgiano: დებედა) o Tona (en azerí: Tona) es un corto río de Asia Occidental, un afluente del río Kurá que discurre por Armenia y Georgia. También sirve como frontera natural entre Armenia y Georgia en el pueblo de Sadajlo, Georgia. El río tiene su origen en Armenia, y lo alimentan el Dzoraget y el Pambak. Acaba en Georgia donde desagua en el río Kurá, que luego acaba vertiendo sus aguas en el mar Caspio.